# 611 Valeria
611 Valeria
611 Valeria là một tiểu hành tinh ở vành đai chính. Nó được Joel Hastings Metcalf phát hiện ngày 24.9.1906 ở Taunton, Massachusetts (Hoa Kỳ). Không biết rõ nguồn gốc tên của nó